# Vire-floden
Vire-floden er en flod i Normandiet i det nordvestlige Frankrig. På sin vej til Den engelske kanal gennemløber den departementerne Calvados og Manche, og passerer gennem byerne Vire, Saint-Lô og Isigny-sur-Mer.
Vire udmunder i Den engelske kanal gennem en kanal, der danner havnen ved Isigny-sur-Mer.
Poeterne i Vire dalen (Vau de Vire) siges at være ophavsmænd til vaudevillerne.[kilde mangler]
Steder ved floden:
- Calvados: Vire, Pont-Farcy, Isigny-sur-Mer
- Manche: Tessy-sur-Vire, Troisgots, Torigni-sur-Vire, Condé-sur-Vire, Sainte-Suzanne-sur-Vire, Saint-Lô, Rampan, Pont-Hébert, La Meauffe, Cavigny

## Hydrologi og vandkvalitet
Det generelt brunlige vand i Vire er moderat basisk og er testet af Lumina Tech til at have en  pH værdi på  8,31. (Hogan, 2006). Flodvandet er forholdsvis mudret med en Secchi skive måling på 12 cm.